# Vendsyssel

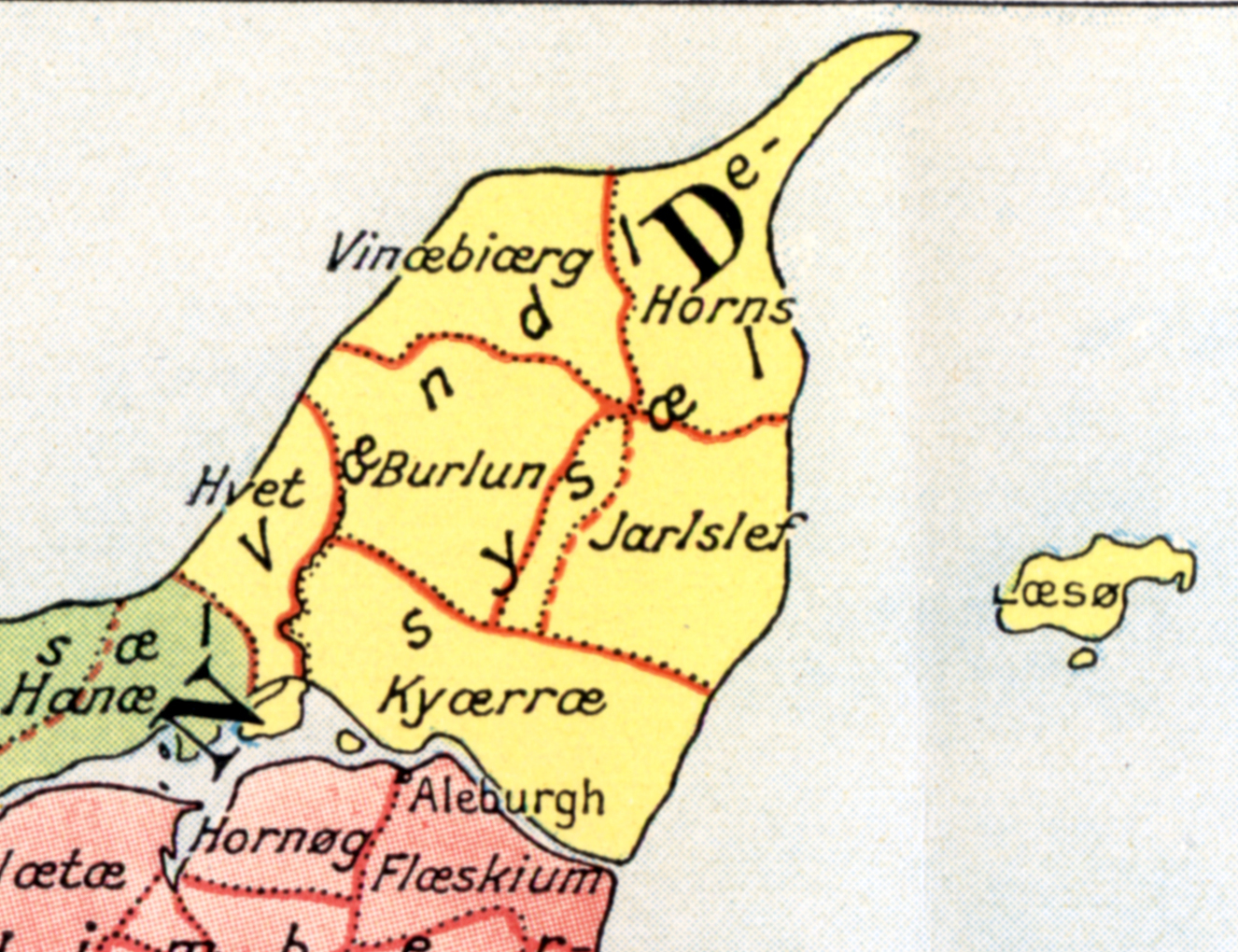
Karta över Vendsyssel under medeltiden.

Vendsyssel är ett danskt historiskt landskap som utgör större (östra) delen av ön Nørrejyske ø strax norr om Jylland. Nørrejyske ø avskiljs från Jylland av Limfjorden hela vägen mellan Nordsjön och Kattegatt. Vendsyssels yta upptar 2 981 km² av hela öns cirka 4 000 km². Den västra delen av Nørrejyske ø heter Thy och ett område mellan Vendsyssel och Thy heter Han Herred. Vendsyssel är sålunda ett av tre landskap som tillsammans bildar ön Nørrejyske ø.
Större städer är Nørresundby (som är sammanbygt med Ålborg tätort söder om en av Limfjordens smalare delar), Hjørring och Frederikshavn. Även Skagen tillhör Vendsyssel. Vendsyssels högsta punkt är Knøsen (136 m ö.h.).
Invånarna, vendelboerne,  betraktades förr som ett djärvt och kraftigt släkte, styvsinta och självrådiga. Under medeltidens bonderörelser gjorde de sig mycket bemärkta, såsom i resningarna mot Knut den helige 1086, mot Valdemar Atterdag 1368, under Henrik Tagesen mot tiondeskatten 1441 och under skeppar Clement 1534 mot adelns förtryck.
I isländska sagor kallades området Vendel.